# Skate Canada International 2014
Skate Canada International 2014 è stata la seconda delle sette competizioni che fanno parte del Grand Prix 2014-2015. Si è svolta dal 31 ottobre al 2 novembre 2014 al Prospera Place di Kelowna, in Canada. Le medaglie sono state assegnate nelle discipline del singolo maschile, singolo femminile, coppie e danza su ghiaccio. I pattinatori migliori hanno guadagnato punti qualificanti per la finale del Grand Prix che si svolgerà a Barcellona, in Spagna.

## Risultati

### Singolo maschile
| Posizione | Nome               | Nazionalità | Punteggio totale | Programma corto | Programma corto | Programma libero | Programma libero |
| --------- | ------------------ | ----------- | ---------------- | --------------- | --------------- | ---------------- | ---------------- |
| 1         | Takahito Mura      | Giappone    | 255.81           | 2               | 82.57           | 1                | 173.24           |
| 2         | Javier Fernández   | Spagna      | 244.87           | 1               | 86.36           | 2                | 158.51           |
| 3         | Max Aaron          | Stati Uniti | 231.77           | 5               | 76.50           | 3                | 155.27           |
| 4         | Stephen Carriere   | Stati Uniti | 231.67           | 4               | 80.33           | 4                | 151.34           |
| 5         | Konstantin Menshov | Russia      | 225.03           | 3               | 81.70           | 6                | 143.33           |
| 6         | Florent Amodio     | Francia     | 215.71           | 8               | 72.14           | 5                | 143.57           |
| 7         | Michal Březina     | Rep. Ceca   | 208.24           | 7               | 73.29           | 8                | 134.95           |
| 8         | Takahiko Kozuka    | Giappone    | 203.17           | 6               | 75.85           | 11               | 127.32           |
| 9         | Andrei Rogozine    | Canada      | 202.40           | 9               | 70.95           | 10               | 131.45           |
| 10        | Adam Rippon        | Stati Uniti | 201.92           | 11              | 62.83           | 7                | 139.09           |
| 11        | Liam Firus         | Canada      | 198.91           | 10              | 64.94           | 9                | 133.97           |

### Singolo femminile
| Posizione | Nome               | Nazionalità   | Punteggio totale | Programma corto | Programma corto | Programma libero | Programma libero |
| --------- | ------------------ | ------------- | ---------------- | --------------- | --------------- | ---------------- | ---------------- |
| 1         | Anna Pogorilaya    | Russia        | 191.81           | 1               | 65.28           | 1                | 126.53           |
| 2         | Ashley Wagner      | Stati Uniti   | 186.00           | 2               | 63.86           | 2                | 122.14           |
| 3         | Satoko Miyahara    | Giappone      | 181.75           | 4               | 60.22           | 3                | 121.53           |
| 4         | Courtney Hicks     | Stati Uniti   | 174.51           | 8               | 56.36           | 4                | 118.15           |
| 5         | Rika Hongō         | Giappone      | 171.47           | 5               | 59.10           | 5                | 112.37           |
| 6         | Alëna Leonova      | Russia        | 164.15           | 3               | 62.54           | 6                | 101.61           |
| 7         | Alaine Chartrand   | Canada        | 156.22           | 7               | 57.06           | 7                | 99.16            |
| 8         | Brooklee Han       | Australia     | 146.80           | 11              | 51.55           | 8                | 95.25            |
| 9         | Kim Hae-jin        | Corea del Sud | 143.43           | 10              | 52.18           | 10               | 91.25            |
| 10        | Veronik Mallet     | Canada        | 142.25           | 6               | 57.45           | 11               | 84.80            |
| 11        | Viktoria Helgesson | Svezia        | 139.67           | 12              | 44.66           | 9                | 95.01            |
| 12        | Julianne Séguin    | Canada        | 136.95           | 9               | 52.74           | 12               | 84.21            |

### Coppie
| Posizione | Nome                                    | Nazionalità | Punteggio totale | Programma corto | Programma corto | Programma libero | Programma libero |
| --------- | --------------------------------------- | ----------- | ---------------- | --------------- | --------------- | ---------------- | ---------------- |
| 1         | Meagan Duhamel / Eric Radford           | Canada      | 210.74           | 1               | 72.70           | 1                | 138.04           |
| 2         | Sui Wenjing / Han Cong                  | Cina        | 184.64           | 2               | 65.22           | 2                | 119.42           |
| 3         | Evgenija Tarasova / Vladimir Morozov    | Russia      | 175.45           | 3               | 64.14           | 3                | 111.31           |
| 4         | Madeline Aaron / Max Settlage           | Stati Uniti | 165.91           | 4               | 57.20           | 4                | 108.71           |
| 5         | Vanessa James / Morgan Ciprès           | Francia     | 161.79           | 5               | 56.47           | 5                | 105.32           |
| 6         | Kirsten Moore-Towers / Michael Marinaro | Canada      | 158.82           | 6               | 53.79           | 6                | 105.03           |
| 7         | Brittany Jones / Joshua Reagan          | Canada      | 146.77           | 7               | 49.80           | 8                | 96.97            |
| 8         | Mari Vartmann / Aaron Van Cleave        | Germania    | 145.89           | 8               | 48.43           | 7                | 97.46            |

### Danza su ghiaccio
| Posizione | Nome                                          | Nazionalità | Punteggio totale | Programma corto | Programma corto | Programma libero | Programma libero |
| --------- | --------------------------------------------- | ----------- | ---------------- | --------------- | --------------- | ---------------- | ---------------- |
| 1         | Kaitlyn Weaver / Andrew Poje                  | Canada      | 171.10           | 1               | 68.61           | 1                | 102.49           |
| 2         | Piper Gilles / Paul Poirier                   | Canada      | 152.60           | 4               | 57.35           | 2                | 95.25            |
| 3         | Madison Hubbell / Zachary Donohue             | Stati Uniti | 148.23           | 3               | 59.29           | 3                | 88.94            |
| 4         | Ksenia Monko / Kirill Khaliavin               | Russia      | 143.48           | 2               | 59.62           | 6                | 83.86            |
| 5         | Nelli Zhiganshina / Alexander Gazsi           | Germania    | 140.95           | 6               | 55.35           | 4                | 85.60            |
| 6         | Alexandra Aldridge / Daniel Eaton             | Stati Uniti | 137.37           | 5               | 56.13           | 7                | 81.24            |
| 7         | Élisabeth Paradis / François-Xavier Ouellette | Canada      | 134.48           | 8               | 50.35           | 5                | 84.13            |
| 8         | Sara Hurtado / Adrià Díaz                     | Spagna      | 127.99           | 7               | 52.43           | 8                | 75.56            |